# Altair Cabral Tranin
Altair Cabral Tranin (Rio de Janeiro,? -) é um sericultor e político brasileiro, tendo sido prefeito de Três Lagoas e pioneiro do distrito treslagoense de Arapuá.
Carioca vindo de uma família de sericicultores, Altair Cabral Trannin chegou a Três Lagoas por volta de 1970, trazendo na bagagem política a suplência de vereador da cidade paranaense de Londrina.
Quando, em 1978, o então prefeito de Três Lagoas, Ramez Tebet, renunciou ao cargo para disputar a uma cadeira na Assembléia Constituinte do recém-criado estado de Mato Grosso do Sul, Altair Cabral Tranin foi indicado pelo governo militar para exercer o cargo de chefe do Poder Executivo municipal por nove meses, entre agosto de 1978 e julho de 1979.
Foi popular na zona rural da cidade. Suas ações beneficiaram sobremaneira o produtor do campo e, entre as marcas de sua gestão, está a construção e inauguração da Escola Municipal Francisco Xavier Tranin, nome dado em homenagem a seu pai.
Além de prefeito, foi vereador por três mandatos consecutivos e presidiu a Câmara Municipal de Três Lagoas.
Foi o fundador do distrito treslagoense de Arapuá.